# Srbac (kommun)
Kommunen Srbac (serbiska: Opština Srbac, kyrillisk skrift: Општина Србац) är en kommun i Serbiska republiken i norra Bosnien och Hercegovina. Kommunen hade 17 587 invånare vid folkräkningen år 2013, på en yta av 452,64 km².
Av kommunens befolkning är 94,56 % serber, 2,37 % bosniaker, 0,76 % ukrainare och 0,74 % kroater (2013).